# Królewski Rajd Skandynawii 2024
Rajd Skandynawii 2024 (2. BAUHAUS Royal Rally of Scandinavia 2024) – 2. edycja rajdu samochodowego Rajdu Skandynawii, rozgrywanego w Szwecji. Rozgrywany był od 13 do 15 czerwca 2024 roku. Bazą rajdu była miejscowość Karlstad. Była to trzecia runda Rajdowych Mistrzostw Europy w roku 2024. Składał się z siedemnastu odcinków specjalnych.

## Lista startowa[1]
| Nr. | Kierowca             | Pilot                | Zespół                           | Samochód               | Opony |
| --- | -------------------- | -------------------- | -------------------------------- | ---------------------- | ----- |
| 1   | Hayden Paddon        | John Kennard         | BRC Racing Team                  | Hyundai i20 N Rally2   | P     |
| 2   | Efrén Llarena        | Sara Fernández       | Team MRF Tyres                   | Škoda Fabia RS Rally2  | MR    |
| 3   | Oliver Solberg       | Elliott Edmondson    | Oliver Solberg                   | Škoda Fabia RS Rally2  | P     |
| 4   | Mathieu Franceschi   | Andy Malfoy          | Mathieu Franceschi               | Škoda Fabia RS Rally2  | M     |
| 5   | Simone Tempestini    | Sergiu Itu           | Simone Tempestini                | Škoda Fabia RS Rally2  | M     |
| 7   | Jon Armstrong        | Eoin Tracy           | Jon Armstrong                    | Ford Fiesta Rally2     | P     |
| 8   | Mikołaj Marczyk      | Szymon Gospodarczyk  | Mikołaj Marczyk                  | Škoda Fabia RS Rally2  | M     |
| 9   | Andrea Mabellini     | Virginia Lenzi       | Team MRF Tyres                   | Škoda Fabia RS Rally2  | MR    |
| 10  | Mads Østberg         | Patrik Barth         | TRT Rally Team                   | Citroën C3 Rally2      | M     |
| 11  | Filip Mareš          | Radovan Bucha        | ACCR Toyota Dolák                | Toyota GR Yaris Rally2 | H     |
| 12  | Giacomo Costenaro    | Pietro Elia Ometto   | Giacomo Costenaro                | Škoda Fabia R5         | MR    |
| 14  | Mārtiņš Sesks        | Renārs Francis       | Team MRF Tyres                   | Toyota GR Yaris Rally2 | MR    |
| 15  | Mikko Heikkilä       | Kristian Temonen     | Mikko Heikkilä                   | Toyota GR Yaris Rally2 | M     |
| 16  | Petter Solberg       | Jonas Andersson      | Petter Solberg                   | Volkswagen Polo GTI R5 | P     |
| 17  | Frank Tore Larsen    | Lars-Håkon Lundgreen | Frank Tore Larsen                | Volkswagen Polo GTI R5 | P     |
| 18  | Eyvind Brynildsen    | Jørn Listerud        | Eyvind Brynildsen                | Volkswagen Polo GTI R5 | P     |
| 19  | Isak Reiersen        | Stefan Gustavsson    | JC Raceteknik                    | Škoda Fabia RS Rally2  | P     |
| 20  | Johan Kristoffersson | Stig Rune Skjærmoen  | Kristofferson Motorsport         | Volkswagen Polo GTI R5 | P     |
| 21  | Kalle Gustafsson     | Magnus Nilsson       | Kalle Gustafsson                 | Ford Fiesta Rally2     | P     |
| 22  | Christoffer Haglund  | Johan Johansson      | Christoffer Haglund              | Volkswagen Polo GTI R5 | P     |
| 23  | Philip Allen         | Dale Furniss         | Philip Allen                     | Škoda Fabia RS Rally2  | P     |
| 24  | Bogdan Cuzma         | Florin Dorca         | Bogdan Cuzma                     | Škoda Fabia RS Rally2  | M     |
| 25  | Igor Widłak          | Daniel Dymurski      | Grupa PGS RT                     | Ford Fiesta Rally3     | P     |
| 26  | Kerem Kazaz          | Andris Mālnieks      | Atölye Kazaz                     | Ford Fiesta Rally3     | P     |
| 27  | Filip Kohn           | Tom Woodburn         | Filip Kohn                       | Ford Fiesta Rally3     | P     |
| 28  | Martin Ravenščak     | Dora Ravenščak       | Martin Ravenščak                 | Ford Fiesta Rally3     | P     |
| 29  | Tristan Charpentier  | Florian Barral       | Tristan Charpentier              | Ford Fiesta Rally3     | P     |
| 30  | Mille Johansson      | Johan Grönvall       | IK Sport Racing                  | Opel Corsa Rally4      | H     |
| 31  | Max McRae            | Cameron Fair         | TRT Rally Team                   | Peugeot 208 Rally4     | H     |
| 32  | Aoife Raftery        | Hannah McKillop      | Motorsport Ireland Rally Academy | Peugeot 208 Rally4     | H     |
| 33  | Daniel Polášek       | Zdeněk Omelka        | Daniel Polášek                   | Peugeot 208 Rally4     | H     |
| 34  | Liam Müller          | Alexander Hirsch     | Liam Müller                      | Opel Corsa Rally4      | H     |
| 35  | Calle Carlberg       | Jørgen Eriksen       | ADAC Opel Rallye Junior Team     | Opel Corsa Rally4      | H     |
| 36  | Timo Schulz          | Michael Wenzel       | ADAC Opel Rallye Junior Team     | Opel Corsa Rally4      | H     |
| 37  | Davide Pesavento     | Flavio Zanella       | Davide Pesavento                 | Peugeot 208 Rally4     | H     |
| 38  | Karl-Markus Sei      | Martin Leotoots      | ALM Motorsport                   | Peugeot 208 Rally4     | H     |
| 39  | Patrik Herczig       | Kristóf Varga        | HRT Racing Kft.                  | Peugeot 208 Rally4     | H     |
| 40  | Geronimo Nerobutto   | Alessio Angeli       | Geronimo Nerobutto               | Peugeot 208 Rally4     | H     |
| 41  | Mattia Zanin         | Elia De Guio         | Mattia Zanin                     | Peugeot 208 Rally4     | H     |
| 43  | Patrik Hallberg      | John Stigh           | Patrik Hallberg                  | Peugeot 208 Rally4     | H     |
| 44  | Herman Lie-Nilsen    | Vegard Halland       | HRT Racing Kft.                  | Peugeot 208 Rally4     | H     |

## Zwycięzcy odcinków specjalnych[2]
| Dzień | Numer odcinka | Nazwa odcinka             | Długość  | Zwycięzca odcinka  | Samochód               | Czas   | Lider rajdu    |
| ----- | ------------- | ------------------------- | -------- | ------------------ | ---------------------- | ------ | -------------- |
| 13 VI | –             | Bäck-Hult (Shakedown)     | 4.43 km  | Oliver Solberg     | Škoda Fabia RS Rally2  | 1:56.4 | –              |
| 13 VI | OS1           | Bauhaus                   | 2.15 km  | Hayden Paddon      | Hyundai i20 N Rally2   | 1:45.6 | Hayden Paddon  |
| 14 VI | OS2           | Grönlund 1                | 10.18 km | Oliver Solberg     | Škoda Fabia RS Rally2  | 5:12.6 | Hayden Paddon  |
| 14 VI | OS3           | Bomdestad 1               | 11.74 km | Oliver Solberg     | Škoda Fabia RS Rally2  | 5:38.9 | Oliver Solberg |
| 14 VI | OS4           | Colins 1                  | 6.43 km  | Hayden Paddon      | Hyundai i20 N Rally2   | 3:27.0 | Oliver Solberg |
| 14 VI | OS5           | Gårdsjö 1                 | 12.09 km | Hayden Paddon      | Hyundai i20 N Rally2   | 5:37.0 | Oliver Solberg |
| 14 VI | OS6           | Grönlund 2                | 10.18 km | Oliver Solberg     | Škoda Fabia RS Rally2  | 5:02.7 | Oliver Solberg |
| 14 VI | OS7           | Bondestad 2               | 11.74 km | Mikko Heikkilä     | Toyota GR Yaris Rally2 | 5:36.2 | Oliver Solberg |
| 14 VI | OS8           | Colins 2                  | 6.43 km  | Mathieu Franceschi | Škoda Fabia RS Rally2  | 3:24.5 | Oliver Solberg |
| 14 VI | OS9           | Gårdsjö 2                 | 12.09 km | Oliver Solberg     | Škoda Fabia RS Rally2  | 5:29.6 | Oliver Solberg |
| 15 VI | OS10          | Ölme 1                    | 5.83 km  | Oliver Solberg     | Škoda Fabia RS Rally2  | 2:58.5 | Oliver Solberg |
| 15 VI | OS11          | Lungsund 1                | 20.20 km | Oliver Solberg     | Škoda Fabia RS Rally2  | 9:40.8 | Oliver Solberg |
| 15 VI | OS12          | Ängebäckstorp 1           | 14.76 km | Oliver Solberg     | Škoda Fabia RS Rally2  | 7:13.2 | Oliver Solberg |
| 15 VI | OS13          | Mölnbacka 1               | 13.19 km | Oliver Solberg     | Škoda Fabia RS Rally2  | 6:02.6 | Oliver Solberg |
| 15 VI | OS14          | Ölme 2                    | 5.83 km  | Oliver Solberg     | Škoda Fabia RS Rally2  | 2:55.1 | Oliver Solberg |
| 15 VI | OS15          | Lungsund 2                | 20.20 km | Oliver Solberg     | Škoda Fabia RS Rally2  | 9:27.6 | Oliver Solberg |
| 15 VI | OS16          | Ängebäckstorp 2           | 14.76 km | Oliver Solberg     | Škoda Fabia RS Rally2  | 7:05.7 | Oliver Solberg |
| 15 VI | OS17          | Mölnbacka 2 (Power Stage) | 13.19 km | Oliver Solberg     | Škoda Fabia RS Rally2  | 5:55.4 | Oliver Solberg |

### Power Stage[3]
| Poz. | Kierowca          | Pilot                | Czas   | Strata | Punkty |
| ---- | ----------------- | -------------------- | ------ | ------ | ------ |
| 1    | Oliver Solberg    | Elliott Edmondson    | 5:55.4 | 0.0    | 5      |
| 2    | Mikko Heikkilä    | Kristian Temonen     | 5:56.6 | +1.2   | 4      |
| 3    | Mads Østberg      | Patrik Barth         | 5:57.8 | +2.4   | 3      |
| 4    | Frank Tore Larsen | Lars-Håkon Lundgreen | 5:57.9 | +2.5   | 2      |
| 5    | Mikołaj Marczyk   | Szymon Gospodarczyk  | 6:00.5 | +5.1   | 1      |

## Wyniki końcowe rajdu
Dodatkowe punkty przyznawane są za odcinek Power Stage.
| Poz.                         | Kierowca                     | Pilot                        | Samochód                     | Czas                         | Strata                       | Punkty                       |                              |
| Klasyfikacja generalna i ERC | Klasyfikacja generalna i ERC | Klasyfikacja generalna i ERC | Klasyfikacja generalna i ERC | Klasyfikacja generalna i ERC | Klasyfikacja generalna i ERC | Klasyfikacja generalna i ERC | Klasyfikacja generalna i ERC |
| ---------------------------- | ---------------------------- | ---------------------------- | ---------------------------- | ---------------------------- | ---------------------------- | ---------------------------- | ---------------------------- |
| 1.                           | Oliver Solberg               | Elliott Edmondson            | Škoda Fabia RS Rally2        | 1:32:40.8                    | 0.0                          | 30+5                         |                              |
| 2.                           | Mikko Heikkilä               | Kristian Temonen             | Toyota GR Yaris Rally2       | 1:33:18.8                    | +38.0                        | 24+4                         |                              |
| 3.                           | Hayden Paddon                | John Kennard                 | Hyundai i20 N Rally2         | 1:33:31.8                    | +51.0                        | 21                           |                              |
| 4.                           | Frank Tore Larsen            | Lars-Håkon Lundgreen         | Volkswagen Polo GTI R5       | 1:34:09.5                    | +1:28.7                      | 19+2                         |                              |
| 5.                           | Mads Østberg                 | Patrik Barth                 | Citroën C3 Rally2            | 1:34:14.6                    | +1:33.8                      | 17+3                         |                              |
| 6.                           | Mārtiņš Sesks                | Renārs Francis               | Toyota GR Yaris Rally2       | 1:34:22.5                    | +1:41.7                      | 15                           |                              |
| 7.                           | Isak Reiersen                | Stefan Gustavsson            | Škoda Fabia RS Rally2        | 1:34:32.8                    | +1:52.0                      | 13                           |                              |
| 8.                           | Mikołaj Marczyk              | Szymon Gospodarczyk          | Škoda Fabia RS Rally2        | 1:34:50.5                    | +2:09.7                      | 11+1                         |                              |
| 9.                           | Andrea Mabellini             | Virginia Lenzi               | Škoda Fabia RS Rally2        | 1:35:13.6                    | +2:32.8                      | 9                            |                              |
| 10.                          | Simone Tempestini            | Sergiu Itu                   | Škoda Fabia RS Rally2        | 1:35:42.8                    | +3:02.0                      | 7                            |                              |
| 11.                          | Johan Kristoffersson         | Stig Rune Skjærmoen          | Volkswagen Polo GTI R5       | 1:35:43.3                    | +3:02.5                      | 5                            |                              |
| 12.                          | Kalle Gustafsson             | Magnus Nilsson               | Ford Fiesta Rally2           | 1:36:08.9                    | +3:28.1                      | 4                            |                              |
| 13.                          | Filip Mareš                  | Radovan Bucha                | Toyota GR Yaris Rally2       | 1:36:26.9                    | +3:46.1                      | 3                            |                              |
| 14.                          | Efrén Llarena                | Sara Fernández               | Škoda Fabia RS Rally2        | 1:36:28.6                    | +3:47.8                      | 2                            |                              |
| 15.                          | Petter Solberg               | Jonas Andersson              | Volkswagen Polo GTI R5       | 1:38:42.9                    | +6:02.1                      | 1                            |                              |
| ERC3                         |                              |                              |                              |                              |                              |                              |                              |
| 1.                           | Filip Kohn                   | Tom Woodburn                 | Ford Fiesta Rally3           | 1:41:19.4                    | 0.0                          | 30                           |                              |
| 2.                           | Tristan Charpentier          | Florian Barral               | Ford Fiesta Rally3           | 1:41:30.8                    | +11.4                        | 24                           |                              |
| 3.                           | Kerem Kazaz                  | Andris Mālnieks              | Ford Fiesta Rally3           | 1:43:29.4                    | +2:10.0                      | 21                           |                              |
| 4.                           | Igor Widłak                  | Daniel Dymurski              | Ford Fiesta Rally3           | 1:44:14.2                    | +2:54.8                      | 19                           |                              |
| 5.                           | Martin Ravenščak             | Dora Ravenščak               | Ford Fiesta Rally3           | 1:48:18.6                    | +6:59.2                      | 17                           |                              |
| ERC4                         |                              |                              |                              |                              |                              |                              |                              |
| 1.                           | Mille Johansson              | Johan Grönvall               | Opel Corsa Rally4            | 1:43:02.6                    | 0.0                          | 30                           |                              |
| 2.                           | Calle Carlberg               | Jørgen Eriksen               | Opel Corsa Rally4            | 1:43:35.2                    | +32.6                        | 24                           |                              |
| 3.                           | Karl-Markus Sei              | Martin Leotoots              | Peugeot 208 Rally4           | 1:45:08.5                    | +2:05.9                      | 21                           |                              |
| 4.                           | Daniel Polášek               | Zdeněk Omelka                | Peugeot 208 Rally4           | 1:46:05.3                    | +3:02.7                      | 19                           |                              |
| 5.                           | Timo Schulz                  | Michael Wenzel               | Opel Corsa Rally4            | 1:46:46.9                    | +3:44.3                      | 17                           |                              |
| 6.                           | Patrik Herczig               | Kristóf Varga                | Peugeot 208 Rally4           | 1:46:52.1                    | +3:49.5                      | 15                           |                              |
| 7.                           | Aoife Raftery                | Hannah McKillop              | Peugeot 208 Rally4           | 1:48:23.1                    | +5:20.5                      | 13                           |                              |
| 8.                           | Herman Lie-Nilsen            | Vegard Halland               | Peugeot 208 Rally4           | 1:51:15.4                    | +8:12.8                      | 11                           |                              |
| 9.                           | Max McRae                    | Cameron Fair                 | Peugeot 208 Rally4           | 3:11:06.5                    | +1:28:03.9                   | 9                            |                              |
| ERC Junior                   |                              |                              |                              |                              |                              |                              |                              |
| 1.                           | Mille Johansson              | Johan Grönvall               | Opel Corsa Rally4            | 1:43:02.6                    | 0.0                          | 30                           |                              |
| 2.                           | Calle Carlberg               | Jørgen Eriksen               | Opel Corsa Rally4            | 1:43:35.2                    | +32.6                        | 24                           |                              |
| 3.                           | Karl-Markus Sei              | Martin Leotoots              | Peugeot 208 Rally4           | 1:45:08.5                    | +2:05.9                      | 21                           |                              |
| 4.                           | Daniel Polášek               | Zdeněk Omelka                | Peugeot 208 Rally4           | 1:46:05.3                    | +3:02.7                      | 19                           |                              |
| 5.                           | Timo Schulz                  | Michael Wenzel               | Opel Corsa Rally4            | 1:46:46.9                    | +3:44.3                      | 17                           |                              |
| 6.                           | Patrik Herczig               | Kristóf Varga                | Peugeot 208 Rally4           | 1:46:52.1                    | +3:49.5                      | 15                           |                              |
| 7.                           | Aoife Raftery                | Hannah McKillop              | Peugeot 208 Rally4           | 1:48:23.1                    | +5:20.5                      | 13                           |                              |
| 8.                           | Herman Lie-Nilsen            | Vegard Halland               | Peugeot 208 Rally4           | 1:51:15.4                    | +8:12.8                      | 11                           |                              |
| 9.                           | Max McRae                    | Cameron Fair                 | Peugeot 208 Rally4           | 3:11:06.5                    | +1:28:03.9                   | 9                            |                              |

## Klasyfikacja ERC po 3 rundach
| 1 |     | Mathieu Franceschi | 56 |     | Andy Malfoy       | 56 |
| 2 |     | Hayden Paddon      | 56 |     | John Kennard      | 56 |
| 3 |     | Simone Tempestini  | 40 |     | Sergiu Itu        | 40 |
| 4 | new | Oliver Solberg     | 35 | new | Elliott Edmondson | 35 |
| 5 | 1   | Yoann Bonato       | 32 | 1   | Benjamin Boulloud | 32 |